# Maesa argyrophylla
Maesa argyrophylla är en viveväxtart som beskrevs av Kai Larsen och C.M. Hu. Maesa argyrophylla ingår i släktet Maesa och familjen viveväxter. Inga underarter finns listade i Catalogue of Life.